# 卉
《卉》，香港歌手羅文於1981年1月推出的音樂專輯，是一張以花卉為主題的概念大碟。

## 背景
羅文想香港樂壇擁有跟台灣名曲《梅花》一樣題材的歌曲，並邀請鍾肇峰、趙文海、林振強、黃霑等人製作一張全原創並以花卉為主題的專輯。標題「卉」則是邵氏電影演員井莉的建議。

## 反響、特色和評價
專輯獲得香港IFPI認証的白金唱片。
樂評人黃夏柏認為《卉》除了概念專輯還是賀年專輯，不「鑼鼓喧囂」，不走中式小調路線，而利用中西樂團營造「喜氣」。新明日報專欄作者西西評道：「很傳統，甚至比黃梅調還傳統」，「像一幅幅裱在客廳的工筆花卉國畫」
《新明日報》專欄作者華爾佳認為歌詞形象化、貼題，但曲子相對不突出，「不易琅琅上口」；編曲下過功夫，但有幾首「襯托方面的作用不大」。
林夕認為《卉》表現了幾位詞人的風格差異，如黃霑「一味反覆解說牡丹的風流，但有不少典型但無力的粵語詞句」；鄭國江用詞「純靜自然」但「過份穩貼」；林振強造意甚佳，且富於想像力。中文大學中文系主任常宗豪批評林振強〈桂花〉中的「像平凡白米」比擬不倫、「恰似卿嬌俏面，清爽如笑」語意混亂，而且是跟後面「又全無俗氣」相矛盾的濫調。
網上音樂雜誌SPILL指《卉》是當時香港流行樂壇罕見重視統一的專輯。文化評論人朱耀偉則認為《卉》是香港粵語概念專輯的濫觴和里程碑，其時鮮見詠物歌詞，整張專輯以詠物為主題屬「大膽創新」。1989年，樂評人黃志華挑選心目中的八十年代中文經典唱片，此專輯入選其中。
歌手林憶蓮早年的監製許愿表示《卉》是其專輯《野花》其中一個概念啟蒙。《野花》的主填詞人周禮茂則對《卉》的歌詞讚賞有加，認為整張專輯「如同一本詩集」。

### 紅棉
此曲的流行成績突出，入選該年度十大中文金曲頒獎音樂會的「十大中文金曲」之一，黃夏柏形容是專輯惟一流行的歌曲。
鍾肇峰曾為陳百強創作電台廣播劇《柳蔭記》主題曲《飛越彩虹》，並受羅文邀請再寫一首相似的歌。此曲以降E大調寫成，4/4節拍，慢板，編曲突出氣勢宏大的管弦樂。
詞人鄭國江形容樂曲「東方色彩很濃」和「略帶戲曲味」，填詞的靈感則緣自於小學國文老師一次對紅棉的描述；決定寫此花的原因是其特質跟曲調的陽剛氣息很匹配，羅文亦能發揮演繹武俠劇歌曲的特長。他便以擬人化的手法，賦予紅棉英雄的特質，A段是人們歌頌紅棉，B段則是紅棉的心聲。歌曲原打算收錄於1980年的《親情》，羅文臨時起意將之歸入此概念專輯。
羅文現場演繹此曲時，常身穿釘珠長袍並揮動摺扇。
| 派台歌曲 | 903專業推介 | 中文歌曲龍虎榜 | 新城電台勁爆本地榜 | 勁歌金榜 | 參考資料 |
| 紅棉     | －          | 1              | －                 | －       | [ 21 ]   |

## 美術
封面上的「卉」字由昔日提攜羅文的張徹導演所書，這也是井莉的建議，內頁裡羅文身穿書生長袍，手持一根香煙。隨碟亦附送印有封底的撲克牌。

## 曲目
| A面  | A面                                                    | A面    | A面    | A面    | A面  |
| 曲序 | 曲目                                                   |        | 作曲   | 编曲   | 时长 |
| ---- | ------------------------------------------------------ | ------ | ------ | ------ | ---- |
| 1.   | 梅                                                     | 黃霑   | 鍾肇峰 | 鍾肇峰 | 3:46 |
| 2.   | 牡丹                                                   | 黃霑   | 黃霑   | 奧金寶 | 2:48 |
| 3.   | 水仙（與羅文為電影《小煞星》所唱的《水仙》是同名異曲） | 樊小橋 | 王福齡 | 奧金寶 | 2:57 |
| 4.   | 山茶                                                   | 詹惠風 | 沈其昌 | 奧金寶 | 2:49 |
| 5.   | 桂花                                                   | 林振強 | 趙文海 | 趙文海 | 3:16 |
| 6.   | 曇花                                                   | 黃霑   | 黃霑   | 奧金寶 | 3:34 |
| 7.   | 菟絲                                                   | 鄭國江 | 鮑比達 | 鮑比達 | 3:36 |

| B面  | B面  | B面    | B面    | B面    | B面  |
| 曲序 | 曲目 |        | 作曲   | 编曲   | 时长 |
| ---- | ---- | ------ | ------ | ------ | ---- |
| 1.   | 紅棉 | 鄭國江 | 鍾肇峰 | 鍾肇峰 | 4:17 |
| 2.   | 含笑 | 鄭國江 | 趙文海 | 趙文海 | 2:58 |
| 3.   | 海棠 | 鄭國江 | 鍾肇峰 | 鍾肇峰 | 3:56 |
| 4.   | 紫薇 | 鄭國江 | 鮑比達 | 鮑比達 | 3:41 |
| 5.   | 紫荆 | 林振強 | 鍾肇峰 | 鍾肇峰 | 2:46 |
| 6.   | 杜鵑 | 林振強 | 鍾肇峰 | 鍾肇峰 | 3:32 |

## 外部連結
- 理工大學《鄭國江詞作手稿特藏》中《紅棉》的手稿。 （页面存档备份，存于）